# SAP Open 2005
Il SAP Open 2005 è stato un torneo di tennis giocato sul cemento indoor. È stata la 117ª edizione del SAP Open, che fa parte della categoria International Series nell'ambito dell'ATP Tour 2005. Si è giocato nell'HP Pavilion di San Jose negli Stati Uniti, dal 7 al 13 febbraio 2005.

## Campioni

### Singolare
Andy Roddick ha battuto in finale  Cyril Saulnier per 6-0, 6-4.

### Doppio
Wayne Arthurs /  Paul Hanley hanno battuto in finale  Yves Allegro /  Michael Kohlmann per 7–6(4), 6-4.